# Pelagia Lewińska
Pelagia Lewińska (ur. 14 grudnia 1907 w Piotrkowie Trybunalskim, zm. 1 czerwca 2004) – działaczka PPR i PZPR, posłanka do Krajowej Rady Narodowej, posłanka na Sejm Ustawodawczy oraz na Sejm PRL I kadencji, od sierpnia 1953 roku do stycznia 1956 roku kierownik Wydziału Oświaty KC PZPR.

## Życiorys
W okresie okupacji więziona w niemieckim obozie koncentracyjnym Auschwitz-Birkenau. Po wojnie należała do PPR, a następnie do PZPR: w latach 1952–1964 była zastępcą członka KC PZPR. Była posłanką na Sejm Ustawodawczy oraz na Sejm I kadencji (1952–1956) (z okręgu Stargard Szczeciński).
W 1946 jako pracownica wydziału propagandy PPR została mianowana sekretarzem generalnym Związku Harcerstwa Polskiego. Przypisuje się jej autorstwo reorganizacji ZHP w 1948, polegającej na ograniczeniu wieku jego członków do 15, a następnie nawet 14 lat, ścisłym powiązaniu struktur harcerskich ze szkołami podstawowymi i strukturami administracyjnymi państwa, co umacniało kontrolę partii nad związkiem, powiązaniu ideologicznym i organizacyjnym harcerstwa ze Związkiem Młodzieży Polskiej oraz centralnym sterowaniu programem drużyn (Harcerska Służba Polsce). Wprowadzenie tych zmian spowodowało odejście z ZHP dużej grupy instruktorów. W styczniu 1949 Pelagia Lewińska wygłosiła referat Problemy przebudowy harcerstwa opublikowany później jako broszura pt. Walka o nowe harcerstwo, w którym ideologię skautingu i harcerstwa poddawała miażdżącej krytyce, a dotychczasowe ZHP oskarżała o „służbę na korzyść imperializmu” i porównywała z organizacjami hitlerowskimi:

Twórca skautingu (Baden-Powell) i polscy uczniowie „mistrza” opierali – jak twierdzą dziś jeszcze – wychowanie dobrego obywatela na założeniach systemu „puszczaństwa”. Trudno zrozumieć nam, ludziom okresu budowy ustroju socjalistycznego jak można mówić o wykształceniu w młodzieży, przebywającej w puszczy, cech dobrego obywatela. Jak można myśleć, że człowieka postępu społecznego, nowoczesnej techniki, człowieka cywilizacji, który własnymi rękami buduje nowy ustrój, można wychowywać w ostępach leśnych, z dala od życia i jego spraw, z dala od jego walki? (...)

Jakimi cechami miał odznaczać się „dobry obywatel”, wychowany metodą skautową? Zajęcia skautowe zaprawiały młodzież do życia w warunkach kolonialnych, w terenie nietkniętym ręką cywilizacji. Ukrywanie się przed okiem innych, śledzenie i ściganie – to są metody białego policjanta w krajach kolorowych „tubylców”.

Program stopni harcerskich, według których wychowywała się młodzież, obejmuje przede wszystkim elementy zaradności, rozmaite umiejętności i wszystkie właściwości potrzebne człowiekowi, który musi śledzić, który jest nastawiony na akcję szpiegowską, policyjną. Weźmy dla przykładu sprawność tzw. trzech piór. Polegała ona na tym, że dziecko przez 24 godziny pozostawało bez jedzenia, w milczeniu, gdzieś w ostępach leśnych. Jasne jest, jakie to miało wyrobić cechy w człowieku. (...)

Stosunek skautingu do szkoły jest pełen pogardy. (...) Skauting zachwala przede wszystkim ślepy „czyn”, nieskrępowany refleksją, neguje znaczenie wiedzy. (...) Wiemy, że pedagogika faszystowska postawiła tę samą zasadę na czele swego systemu wychowania przez ślepy czyn, dla „wyżycia się”, dla wyładowania swej energii biologicznej. Tak jest w skautingu, tak było w przedwojennych organizacjach hitlerowców: „przede wszystkim działaj, a myślenie nie jest ci konieczne”. (...) Tak wychowywano niemieckich ludobójców, usiłuje się w ten sposób przygotować masy obywateli amerykańskich na ślepe narzędzie w rękach podżegaczy do nowej wojny.

Tenże ciasny pragmatyzm, właściwy programowi działania skautowego i harcerstwa, wykluczający i negujący wartość nauki szkolnej, zaniedbujący wszelką lekturę i dyskusję, spowodował, że można było wychować tysiące młodzieży na ślepe narzędzia w ręku obcych agentur. (...)

W grudniu 1983 wyróżniona Pamiątkowym Medalem z okazji 40 rocznicy powstania Krajowej Rady Narodowej.
W 2003 odznaczona Krzyżem Oficerskim Orderu Odrodzenia Polski za upamiętnianie prawdy o Auschwitz. Autorka wspomnień: Oświęcim. Pogarda i triumf człowieka. (Rzeczy przeżyte), Paryż 1945. Autorka haseł w Słowniku biograficznym działaczy polskiego ruchu robotniczego.